# ホーカー 4000
ホーカー 4000 ホライゾン
ホーカー 4000の離陸
- 分類：ビジネスジェット
- 製造者：ホーカー・ビーチクラフト 
 レイセオン・エアクラフト・カンパニー
- 初飛行：2001年8月11日
- 生産数：73
- 運用状況：現役
- ユニットコスト：2,291万ドル (2012)

ホーカー 4000は 、元はホーカー ホライゾンとして知られ、ホーカー・ビーチクラフト（以前のレイセオン・エアクラフト・カンパニー）によって開発された高性能な中型機のビジネスジェットである。 

## 開発
レイセオンは、1996年11月に自社のジェット機の最上位の既存のホーカー 1000よりも大型の新型ビジネスジェットを発表した。ホーカー・ホライゾンとして知られるこの設計は、1999年に飛行する計画で、認証を取得し、2001年に最初の顧客への納入が予定されていた。 
最初の試作機は2001年8月11日に初飛行し、2002年5月10日に第2号、7月31日に第3号の試作機が初飛行した。2002年11月に全米ビジネス航空協会（NBAA）の大会で開発機を展示して一般公開された 。2007年3月時点で130機以上を受注し、2008年6月から納入開始予定である。2005年12月2日にネットジェッツが50機の新規発注に署名し、これは一社からの商用受注としてはレイセオンエアクラフト史上最大となった。 
ホーカー 4000はFAAの米国民間連邦航空規則（FAR）パート25基準の認証を取得しており、この規格は新しい輸送機の認証に5年間の期限を設けている。ホーカー 4000は2006年5月25日に実用飛行試験を完了した 2005年9月には、フロリダ州エグリン空軍基地のマッキンリー気候研究所で試作機の試験が行われた 。しかし、2006年5月31日にパート25の5年間の期限が切れたため、同社は認証プログラムを最初からやり直すことになる可能性を避けるため、延長申請を行った。2006年11月21日、同社はホーカー 4000がFAA型式認証を取得したと発表した。 
2008年5月、BJETSはホーカー・ビーチクラフトからホーカー 4000ビジネスジェット10機の注文を確定した。オプション分を含めた契約金額は3億3,000万ドルを超えると言われている。本契約は2008年5月20日に開催されたヨーロッパ・ビジネス航空会議・展示（EBACE）で発表された。BJETSの注文に続いて、ホーカー・ビーチクラフトが顧客であるジャック・P・デボアに高性能な中型ビジネスジェット機のホーカー 4000をカンザス州ウィチタのカスタマー・デリバリー・センターでの特別式典で納入した。当時、ホーカー 4000はそのクラスで初めて複合材構造を採用した航空機だった。 
ホーカー 4000は2009年12月に中国民用航空局から認証を取得した。2010年2月、ホーカー・ビーチクラフトは中国本土の顧客にホーカー 4000の初号機を納入した。 
2013年5月現在、ホーカー・ビーチクラフトはホーカー 4000プロジェクトを含むジェット部門を売りに出している。同社はホーカー 4000の将来を最終的な買い手に渡し、プロペラ機に注力する方針だ 。 
2018年までには、2008から2010年のホーカー 4000は、エンジンのスクラップ価格で400万ドル前後で取引されていた。 

## 設計

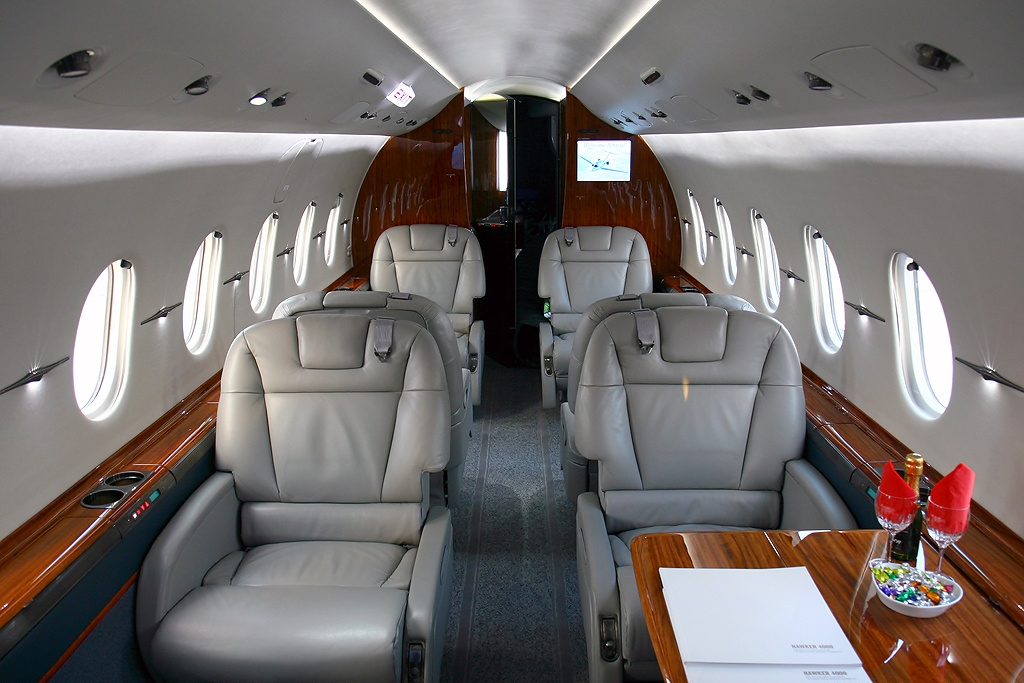
ホーカー4000のキャビン

ホーカー 4000は10人乗りが可能である。この航空機のカーボン複合材料構造は、同クラスの多くのジェット機よりも広い室内空間を提供する。内部のスタンディングルームは平均6フィートである 。この複合材構造はまた、航空機を標準的なアルミニウム構造よりも軽量化し、最大航続距離は3,445海里、実用上昇限度は45,000フィート（14,000m）を可能にする。フライトデッキには、エンジン計器・乗員警告システム、FADEC、オートスロットル機能のあるハネウェルプリムスアビオニクスが搭載されている。 

## 仕様
出典: Flight International
諸元
- 乗員: 2
- 定員: 標準8名、最大14名
- ペイロード: 283 kg
- 全長: 21.08 m (69 ft 2 in)
- 全高: 19 ft 7 in (5.97 m)

- 空虚重量: 22275 lb （10104 kg）
- 有効搭載量: 15,225 lb （6,906 kg）
- 最大離陸重量: 39,500 lb（17,917 kg）
- キャビン長: 25 ft / 7.62 m
- キャビン幅:  6 ft 6 in / 1.97 m
- キャビン高: 6 ft / 1.83 m

性能
- 巡航速度: 470 kn（870 km/h）
- 航続距離: 3,341 nmi （6,188 km）
- 実用上昇限度: 45,000 ft（13,716 m）
- 離陸滑走距離: 4,509 ft / 1,374 m
- 着陸滑走距離: 2,916 ft / 889 m